# 24754 Zellyfry
24754 Zellyfry è un asteroide della fascia principale. Scoperto nel 1992, presenta un'orbita caratterizzata da un semiasse maggiore pari a 2,2502627 au e da un'eccentricità di 0,1406166, inclinata di 8,01259° rispetto all'eclittica.
L'asteroide è dedicato all'omonima specialità culinaria.